# هاروت ساسونیان
هاروت ساسونیان (ارمنی: Հարութ Սասունյան؛ زادهٔ ۱۹۵۰ در حلب) یک نویسنده، مقاله‌نویس، مفسر تلویزیون، تحلیل‌گر سیاسی، برندهٔ جوایز مستندسازی، سخنران و فعال حقوق بشر، کنشگر اجتماعی و ناشر ارمنی-آمریکایی هفته‌نامه کالیفرنیا کوریر است که به خاطر ستون نظرات هفتگی ساسونیان شناخته‌است. وی برای مدت ۱۰ سال به عنوان نماینده حقوق بشری غیردولتی سازمان ملل در ژنو بود.

## زندگی
ساسونیان مدرک در رشته MA در رشته روابط بین‌الملل از دانشگاه کلمبیا و مدرک ام‌بی‌ای از دانشگاه پپرداین دارد. بین سال‌های ۱۹۷۸ تا ۱۹۸۲ به عنوان یک مدیر اجرایی بازاریابی بین‌المللی در پروکتر اند گمبل در ژنو به فعالیت پرداخت. وی رئیس «صندوق ارمنیان متحد» "United Armenian Fund" بود که مبلغ ۷۲۰ میلیون دلار کمک بشردوستانه به ارمنستان را فراهم کرد. وی نایب رئیس «صندوق لیندسی» کرک کرکوریان بود که مبلغ ۲۴۲ میلیون دلار برای پروژه‌های زیربنایی در ارمنستان تهیه نمود.
ساسونیان ناشر و سردبیر روزنامهٔ کالیفرنیا کوریر است. تفسیرهای هفتگی او به چندین زبان زندهٔ دنیا ترجمه و در بیش از دویست نشریه و وب‌سایت‌های گوناگون از جمله هافینگتن پست منتشر می‌شود.
او در کشورهای گوناگونی در بارهٔ نسل‌کشی ارامنه سخنرانی کرده‌است. او مؤسس و رئیس بنیاد ارمنیان متحد است، که ائتلافی از پنج سازمان خیریة آمریکایی‌ـ ارمنی است و در زلزلهٔ ۱۹۸۸ بیش از هفتصد میلیون دلار کمک‌های انسان‌دوستانه به ارمنستان ارسال کرده‌است. وی به عنوان معاون ارشد بنیاد کِرک گریگوریان، کارهای زیربنایی به ارزش ۲۴۲ میلیون دلار در ارمنستان به اجرا گذاشته‌است. ساسونیان به عنوان یکی از اعضای حقوق بشر در سازمان ملل متحد در ژنوِ سوییس به مدت ده سال از ۱۹۷۸ تا ۱۹۸۸ فعالیت کرد. او در به رسمیت شناختن نسل‌کشی ارامنه توسط کمیتهٔ فرعی سازمان ملل در پیشگیری از تبعیض و حمایت از اقلیت‌ها در ۱۹۸۵ نقش رهبری را داشت.

## جوایز
وی همچنین برندهٔ جوایزی همچون نشان آنانیا شیراکاتسی شده‌است.

## کتاب
- “The Armenian Genocide: The World Speaks Out, 1915-2015, Documents and Declarations,” ۲۰۱۵